# 石川角次郎
石川 角次郎（いしかわ かくじろう、1867年8月2日（慶応3年7月3日） - 1930年12月29日）は、日本の宣教師、基督教会（ディサイプルス）の指導者。日本の牧師、日本の教育者である。
英語学者の石川林四郎は、実弟にあたる。

## 生涯
1867年（慶応3年）下野国足利（現・栃木県足利市）に生まれる。
1883年（明治15年）植村正久に洗礼を受ける。1884年大学予備門に入学する。1887年にアメリカに留学する。サンフランシスコ私大、オハイオ州立大学を卒業して、英文学の修士号（M.A.）を取得する。
サンフランシスコでW・K・アズビルから洗礼を受けてディサイプルス派になる。
1902年（明治35年）ディサイプルス派から援助を受けない、独立宣教師として帰国する。東京専門学校、明治女学校、学習院大学で英語と英文学を教えている。

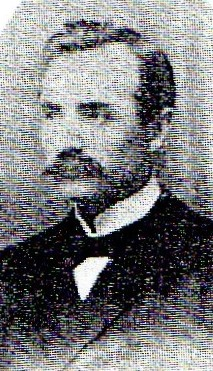
ディサイプルスの宣教師H・H・ガイ

1903年（明治36年）、H・H・ガイの要請により学校法人聖学院を設立する。1903年より神学校教授になり、キリスト伝を教える。
1904年（明治37年）には英語夜学校の校長を1914年（大正3年)まで務める。